# Edriophthalma
Edriophtalma, também conhecido como Acaridea ou Arthrostraca, foi considerado um grupo de crustáceos dentro da superordem Peracarida que agrupava dentro dele as ordens Isopoda e Amphipoda, foi proposto inicialmente por William Elford Leach em 1815. Tal proposta de grupo ocorreu devido a certas características como a ausência de carapaça, a presença de olhos compostos sésseis e a falta de uma clara demarcação entre segmentos torácicos e abdominais. Hoje em dia esse grupo entrou em desuso tanto devido a características morfológicas como diferenças nas brânquias quanto de acordo com estudos moleculares.